# فنسنت إبراهيم
فنسنت إبراهيم (بالإنجليزية: Vincent Ebrahim)‏ (مواليد 1951) هُو ممثل وفنان كوميدي جنوب إفريقي.

## حياته المُبكرة
وُلد إبراهيم في جنوب أفريقيا عام 1951 ودرس الدراما في جامعة كيب تاون. هاجر بعدها إلى إنجلترا عام 1976 وبدأ من هُناك مسيرته في عالم السينما.

## حياته الشخصية
فنسنت هُو شقيق المُمثلة الجنوب أفريقية فينيت إبراهيم.

## أعماله
| السنة     | العُنوان بالعربية  | العُنوان الأصلي للعمل | نوع العمل | الدور        | مُلاحظات | مراجع        |
| --------- | ----------------- | -------------------- | --------- | ------------ | ------- | ------------ |
| 2003      | وقت النوم         | Bedtime              | فيلم      | محمد         |         | [ 6 ]        |
| 2002-2003 | الكومار في رقم 42 | The Kumars at No. 42 | مُسلسل     | أشوين كومار  |         | [ 7 ] [ 8 ]  |
| 2005      | لقاء مع الماجونز  | Meet the Magoons     | فيلم      | والد نيتين   |         | [ 9 ] [ 10 ] |
| 2006      | مثالي             | Ideal                | فيلم      | السيد روباني |         | [ 11 ]       |
| 2008-09   | بعد رحيلك         | After You've Gone    | مُسلسل     | بوبي         | 25 حلقة | [ 12 ]       |
| 2009      | إكراه             | Compulsion           | فيلم      | ساتفيك       |         | [ 13 ]       |
| 2010      | ذا أولد غايز      | The Old Guys         | فيلم      | راجان        |         | [ 14 ]       |
| 2012      | المادة            | Material             | فيلم      | إبراهيم كايف |         | [ 15 ]       |
| 2014      | هوليوكس           | Hollyoaks            | فيلم      | بيغ بوب      |         | [ 16 ]       |

## روابط خارجية
- فنسنت إبراهيم على موقع IMDb (الإنجليزية)
- فنسنت إبراهيم على موقع قاعدة بيانات الفيلم (الإنجليزية)